# PG$
PG$ (również Pretty Girls $WAG) – polski duet założony przez Young Leosię oraz Bambi w 2023 roku.

## Historia
Duet założony w 2023 roku przez dwie raperki, Young Leosię oraz Bambi, który został ogłoszony w momencie wydania singla, pt. „BFF”, opowiadającego o przyjaźni i wspólnie przeżytych chwilach w brzmieniach gatunku muzycznego dance, za którego produkcję odpowiada @atutowy. Singel zdobył w Polsce status diamentowej płyty oraz zadebiutować na 1. miejscu polskiej listy sprzedaży – OLiS. 
8 marca 2024 odbyła się premiera debiutanckiej EP-ki zatytułowanej nazwą zespołu, której data wydania wskazuje na dzień wcześniej. Wydanie zdobyło status potrójnie platynowej płyty oraz zadebiutowało na 2. miejscu polskiej listy sprzedaży – OLiS. Album składa się z sześciu utworów oraz głównymi gatunkami muzycznymi jest pop, pop-rap oraz hip-hop. 

## Dyskografia

### Minialbumy
| Rok  | Dane dot. albumu                                                                              | Najwyższa pozycja na liście | Certyfikat                 | Sprzedaż       |
| Rok  | Dane dot. albumu                                                                              | POL                         | Certyfikat                 | Sprzedaż       |
| ---- | --------------------------------------------------------------------------------------------- | --------------------------- | -------------------------- | -------------- |
| 2024 | PG$ - Wydany: 7 marca 2024 - Wytwórnia: BE Records - Formaty: CD, digital download, streaming | 2                           | - ZPAV: 3× platynowa płyta | - POL: 90 000+ |

### Single
| Rok  | Tytuł | Najwyższa pozycja na liście | Certyfikat                 | Sprzedaż        | Album |
| Rok  | Tytuł | POL                         | Certyfikat                 | Sprzedaż        | Album |
| ---- | ----- | --------------------------- | -------------------------- | --------------- | ----- |
| 2023 | „BFF” | 1                           | - ZPAV: diamentowa płyta   | - POL: 250 000+ | PG$   |
| 2024 | „PG$” | 26                          | - ZPAV: 2× platynowa płyta | - POL: 100 000+ | PG$   |

### Inne notowane i certyfikowane utwory
| Rok  | Tytuł          | Najwyższa pozycja na liście | Certyfikat                 | Sprzedaż        | Album |
| Rok  | Tytuł          | POL                         | Certyfikat                 | Sprzedaż        | Album |
| ---- | -------------- | --------------------------- | -------------------------- | --------------- | ----- |
| 2024 | „Double Match” | 12                          | - ZPAV: 2× platynowa płyta | - POL: 100 000+ | PG$   |
| 2024 | „Przester”     | 5                           | - ZPAV: 3× platynowa płyta | - POL: 150 000+ | PG$   |
| 2024 | „Te numery”    | 9                           | - ZPAV: 2× platynowa płyta | - POL: 100 000+ | PG$   |